# 耶律涅鲁古
耶律涅鲁古（1043年—1063年），小字耶鲁绾，為中國古代辽朝皇族，皇太叔耶律重元之子。與重元一起發動灤河之變，被辽道宗所誅。

## 簡介
涅鲁古性阴狠。辽兴宗一见，就说：“此子目有反相。”重熙十一年（1042年），封安定郡王。十七年（1048年），进楚王，为惕隐。
清宁三年（1057年），出为武定军节度使。七年（1061年），知南院枢密使事。说服其父耶律重元诈病，等待皇帝临问，弑杀皇帝。
清宁九年（1063年）秋猎，辽道宗用耶律良的计策，派人急召涅鲁古。涅鲁古知道事情泄露，就拥兵攻打行宫。南院枢密使许王耶律仁先等率宿卫士讨伐他。涅鲁古跃马而出，被近侍详稳渤海阿、护卫苏射杀，死时只有二十岁。